# Coeficient d'escolament
El coeficient d'escolament o escorrentia és la relació entre la làmina d'aigua precipitada sobre una superfície i la làmina d'aigua que s'escola superficialment, (ambdues expressades en mil·límetres).
{\displaystyle \ k={\frac {E_{s}}{P_{r}}}}
On:
{\displaystyle \ P_{r}} = Precipitació (en mm)
{\displaystyle \ E_{s}} = Làmina escolada (en mm)
El valor del paràmetre k varia molt en funció del tipus d'ús del sòl. En el quadre següent es presenten alguns valors generalment acceptats per precipitacions de llarga durada.
| Característica de l'àrea                   | Valor de k  |
| ------------------------------------------ | ----------- |
| Residencial urbà - Cases unifamiliars      | 0,30        |
| Residencial urbà - Apartaments amb jardins | 0,50        |
| Comercial i industrial                     | 0,90        |
| Forestal (depenent del sòl)                | 0,05 - 0,20 |
| Parcs, prats, terrenys cultivats           | 0,05 - 0,30 |
| Pavimentat amb asfalt o formigó            | 0,85 - 1,00 |
| Terreny saturat per pluges prolongades     | 1,00        |

Observant aquests valors determinats per mitjà d'assaigs de camp, es pot apreciar fàcilment per què la destrucció dels bosc si la urbanització provoquen crescudes molt més grans.

## Observació
Cal corregir l'equació del coeficient d'escorriment, ja que aquest és la relació entre el cabal que escorre sobre el cabal precipitat (que sempre és més gran per les pèrdues que es presenten durant l'escorriment, com són la infiltració i l'evaporació), el que fa que el coeficient d'escorriment sigui sempre menor que la unitat. A majors pèrdues del cabal precipitat, menor serà el coeficient d'escorriment, i viceversa. Per tant:
{\displaystyle \ k={\frac {E}{P}}}